# Saint-Gravé
Saint-Gravé (bret. Sant-Gravez) – miejscowość i gmina we Francji, w regionie Bretania, w departamencie Morbihan.
Według danych na rok 1990 gminę zamieszkiwały 612 osoby, a gęstość zaludnienia wynosiła 39 osób/km² (wśród 1269 gmin Bretanii Saint-Gravé plasuje się na 772. miejscu pod względem liczby ludności, natomiast pod względem powierzchni na miejscu 637.).